# 図書館警察
『図書館警察』（としょかんけいさつ、The Library Policeman）は、スティーヴン・キング作の小説。1990年に発表された中編集『Four Past Midnight』に収録されている一編。

## 図書館警察
図書館警察は、図書館で本を借りた利用者が返却期限を過ぎても返さない場合に、利用者の家に直接やってきて強制的に貸出図書を取り立てる。ルーツはアメリカの都市伝説であり、（おもに子供の）借りた物を返さないことへの後ろめたさや不安・恐怖の象徴といえる。
現実にはこのような機関は存在せず、図書館は通常貸出図書の強制的な取り立ては行わないが、そのかわりに利用者の貸出に制限を設けるなど一定のペナルティを科すなどしている。